# Nederkalix landskommun
Nederkalix landskommun var en tidigare kommun i Norrbottens län. Centralort var Kalix och kommunkod 1952-1966 var 2514.

## Administrativ historik
Nederkalix landskommun (från början Neder-Calix landskommun) inrättades den 1 januari 1863 i Nederkalix socken  i Norrbotten när 1862 års kommunalförordningar trädde i kraft. Den 8 april 1910 inrättades Kalix municipalsamhälle i kommunen. Den 1 januari 1924 bröts den västra delen av kommunen (Töre församling) ut för att bilda Töre landskommun..
Kommunreformen 1952 påverkade inte indelningarna i området, då varken Västerbottens eller Norrbottens län berördes av reformen. Den 31 december 1962 upplöstes dock Kalix municipalsamhälle.
1 januari 1960 överfördes Malören (areal 0,21 kvadratkilometer, varav allt land) till kommunen från Nedertorneå landskommun.
Den 1 januari 1967 återförenades Nederkalix (14 825 invånare) med Töre (3 534 invånare) för att tillsammans bilda den nya kommunen Kalix landskommun, som 1971 blev Kalix kommun.

### Judiciell tillhörighet
I judiciellt hänseende tillhörde kommunen ursprungligen Nederkalix tingslag och Norrbottens norra domsaga. 1877 överfördes kommunen och tingslaget till den nybildade Kalix domsaga. 1 januari 1948 uppgick Nederkalix tingslag i Kalix domsagas tingslag.

### Kyrklig tillhörighet
I kyrkligt hänseende tillhörde kommunen Nederkalix församling. 1 maj 1909 utbröts församlingens västra del ut för att bilda Töre församling, vars område 1924 bildade Töre landskommun.

## Kommunvapnet
Blasonering: I rött fält en kalk av guld.
Detta vapen fastställdes av Kungl. Maj:t den 28 maj 1937. Vapnet förs idag av den nuvarande Kalix kommun.

## Geografi
Nederkalix landskommun omfattade den 1 januari 1952 en areal av 923,50 km², varav 884,40 km² land. Efter nymätningar och arealberäkningar färdiga den 1 januari 1954 omfattade landskommunen den 1 januari 1961 en areal av 985,05 km², varav 933,59 km² land.

### Tätorter i kommunen 1960
| Tätort       | Folkmängd |
| ------------ | --------- |
| Kalix        | 4 234     |
| Karlsborg    | 1 332     |
| Ytterbyn     | 1 232     |
| Sangis       | 943       |
| Risögrund    | 731       |
| Båtskärsnäs  | 685       |
| Påläng       | 363       |
| Rolfs        | 294       |
| Bredviken    | 284       |
| Gammelgården | 219       |

Tätortsgraden i kommunen var den 1 november 1960 67,8 procent.

## Befolkningsutveckling
| Befolkningsutvecklingen i Nederkalix landskommun 1870–1965 | Befolkningsutvecklingen i Nederkalix landskommun 1870–1965 | Befolkningsutvecklingen i Nederkalix landskommun 1870–1965 | Befolkningsutvecklingen i Nederkalix landskommun 1870–1965 | Befolkningsutvecklingen i Nederkalix landskommun 1870–1965 |
| --- | ---------------------------------------------------------- | ---------------------------------------------------------- | ---------------------------------------------------------- | ---------------------------------------------------------- |
| |                                                            |                                                            |                                                            |                                                            |
| År |                                                            |                                                            | Folkmängd                                                  |                                                            |
| 1870 | 1870                                                       |                                                            | 7 522                                                      |                                                            |
| 1880 | 1880                                                       |                                                            | 9 419                                                      |                                                            |
| 1890 | 1890                                                       |                                                            | 11 090                                                     |                                                            |
| 1900 | 1900                                                       |                                                            | 12 946                                                     |                                                            |
| 1910 | 1910                                                       |                                                            | 15 365                                                     |                                                            |
| 1920 | 1920                                                       |                                                            | 16 466                                                     |                                                            |
| 1930 | 1930                                                       |                                                            | 13 460                                                     |                                                            |
| 1935 | 1935                                                       |                                                            | 14 074                                                     |                                                            |
| 1940 | 1940                                                       |                                                            | 14 459                                                     |                                                            |
| 1945 | 1945                                                       |                                                            | 14 794                                                     |                                                            |
| 1950 | 1950                                                       |                                                            | 14 861                                                     |                                                            |
| 1955 | 1955                                                       |                                                            | 15 220                                                     |                                                            |
| 1960 | 1960                                                       |                                                            | 15 216                                                     |                                                            |
| 1965 | 1965                                                       |                                                            | 14 589                                                     |                                                            |
| Anm: Töre landskommun utbruten 1924. För åren 1870-1945: befolkning enligt folkräkning 31 december enligt den administrativa indelningen den 1 januari följande år. 1950 avser befolkning enligt folkräkning den 31 december enligt den administrativa indelningen den 1 januari 1952. 1955 avser den kyrkobokförda befolkningen den 31 december enligt den administrativa indelningen den 1 januari följande år. 1960 och 1965 avser befolkning enligt folkräkning den 1 november enligt den administrativa indelningen den 1 januari följande år. |                                                            |                                                            |                                                            |                                                            |

## Politik

### Lista över kommunalstyrelsens ordförande
| Namn | Namn                 | Tillträdde | Avgick |
| ---- | -------------------- | ---------- | ------ |
|      | Ivar Jansson (S)     | 1941       | 1960   |
|      | Martin Johansson (?) | före 1966  | 1967   |

### Mandatfördelning i valen 1938-1962
| 6 | 19 |  | 3 | 2 | 5 |

| 35 |

| 4 | 21 | 4 |  | 6 |

| 34 |

| 5 | 21 | 6 |  | 3 |

| 35 |

| 4 | 21 | 6 | 2 | 3 |

| 35 |

| 4 | 22 | 4 | 3 | 3 |

| 33 |

| 4 | 22 | 5 |  | 4 |

| 34 |

| 4 | 23 | 5 |  | 3 |

| 33 |

### Fotnoter
1. ↑  Per Andersson: Sveriges kommunindelning 1863-1993, Draking, Mjölby 1993, ISBN 91-87784-05-X, s. 100
2. ↑   ( PDF) Folkräkningen den 31 december 1930, I. Areal och folkmängd inom särskilda förvaltningsområden m.m., Befolkningsagglomerationer. Stockholm: Statistiska centralbyrån. 1935. sid. 120-121. Arkiverad från originalet den 26 oktober 2014. https://www.webcitation.org/6TbpmPsGq?url=http://www.scb.se/Grupp/Hitta_statistik/Historisk_statistik/_Dokument/SOS/Folkrakningen_1930_1.pdf. Läst 8 april 2018 Arkiverad 24 september 2015 hämtat från the Wayback Machine.
3. 1 2   ( PDF) Folkräkningen den 31 december 1950, I, Areal och folkmängd inom särskilda förvaltningsområden m.m., Tätorter. Stockholm: Statistiska centralbyrån. 1952. sid. 6* & 121. Arkiverad från originalet den 1 oktober 2014. https://www.webcitation.org/6T09ZkyrB?url=http://www.scb.se/Grupp/Hitta_statistik/Historisk_statistik/_Dokument/SOS/Folkrakningen_1950_1.pdf. Läst 12 april 2018 Arkiverad 29 oktober 2013 hämtat från the Wayback Machine.
4. 1 2   ( PDF) Folkräkningen den 1 november 1960, I, Folkmängd inom kommuner och församlingar efter kön, ålder, civilstånd m.m.. Stockholm: Statistiska centralbyrån. 1961. sid. 61 & 206-206. Arkiverad från originalet den 14 oktober 2013. https://web.archive.org/web/20131014172059/http://www.scb.se/Grupp/Hitta_statistik/Historisk_statistik/_Dokument/SOS/Folkrakningen_1960_01.pdf. Läst 12 april 2018
5. ↑   ( PDF) Folk- och bostadsräkningen 1970, Del 1. Befolkning i kommuner och församlingar m.m.. Stockholm: Statistiska centralbyrån. 1972. sid. 69 & 253. Arkiverad från originalet den 6 juli 2015. https://www.webcitation.org/6ZpNsyqr4?url=http://www.scb.se/Grupp/Hitta_statistik/Historisk_statistik/_Dokument/SOS/Folk_o_bostadsrakningen_1970_1.pdf. Läst 12 april 2018 Arkiverad 24 september 2015 hämtat från the Wayback Machine.
6. ↑  ”Svenska Heraldiska Föreningens vapendatabas”. Arkiverad från originalet den 18 oktober 2012. https://web.archive.org/web/20121018011750/http://databas.heraldik.se/index.php. Läst 27 januari 2011.
7. ↑   ( PDF) Folkräkningen den 1 november 1960, II, Folkmängd inom tätorter efter kön, ålder och civilstånd.. Stockholm: Statistiska centralbyrån. 1961. sid. 33. Arkiverad från originalet den 29 juni 2015. https://www.webcitation.org/6ZeEB9Ija?url=http://www.scb.se/Grupp/Hitta_statistik/Historisk_statistik/_Dokument/SOS/Folkrakningen_1960_02.pdf. Läst 12 april 2018 Arkiverad 24 september 2015 hämtat från the Wayback Machine.
8. ↑  ”Historisk statistik efter serie”. Statistiska centralbyrån. Arkiverad från originalet den 30 december 2017. https://web.archive.org/web/20171230122632/http://www.scb.se/sv_/hitta-statistik/historisk-statistik/digitaliserat---statistik-efter-serie/. Läst 12 april 2018.
9. ↑   ( PDF) Folkmängd 31 dec 1950–1975 i län, kommuner och församlingar enligt kommunindelningen 1 jan 1976. Sveriges officiella statistik. Stockholm: Statistiska centralbyrån. 1977. Arkiverad från originalet den 15 augusti 2016. https://web.archive.org/web/20160815205436/https://www.scb.se/H/SOS%201911-/Befolkningsstatistik/Folkm%c3%a4ngd%201950-1975%20l%c3%a4n,%20kommuner%20och%20f%c3%b6rsamlingar%20(SOS)/Befolkning-Folkmangd-1950-1975-lan-kommuner-forsamlingar.pdf. Läst 12 april 2018
10. ↑  ”Folkräkningen 1910–1960”. Statistiska centralbyrån. Arkiverad från originalet den 22 augusti 2018. https://web.archive.org/web/20180822113519/https://www.scb.se/sv_/Hitta-statistik/Historisk-statistik/Digitaliserat---Statistik-efter-serie/Sveriges-officiella-statistik-SOS-utg-1912-/Folk--och-bostadsrakningarna-1860-1990/Folkrakningen-1910-1960/. Läst 12 april 2018.
11. ↑  ”Folk- och bostadsräkningen 1965–1990”. Statistiska centralbyrån. Arkiverad från originalet den 22 augusti 2018. https://web.archive.org/web/20180822145518/https://www.scb.se/sv_/Hitta-statistik/Historisk-statistik/Digitaliserat---Statistik-efter-serie/Sveriges-officiella-statistik-SOS-utg-1912-/Folk--och-bostadsrakningarna-1860-1990/Folk--och-bostadsrakningen-1965-1990/. Läst 12 april 2018.
12. 1 2  ”VECKANS BILD 2020-02-09 Ivar Jansson”. kalixforskarna.se. Kalixbygdens forskarförening. https://kalixforskarna.se/veckans-bild-38799512. Läst 16 april 2021.